# (633) Zelima
(633) Zelima és un asteroide pertanyent al cinturó d'asteroides descobert el 12 de maig de 1907 per August Kopff des de l'observatori de Heidelberg-Königstuhl, Alemanya.
Es desconeix la raó del nom.
Forma part de la família asteroidal d'Eos.